# Luís Manuel da Câmara
D. Luís Manuel da Câmara (18 de janeiro de 1685 - 3 de outubro de 1723), da família Gonçalves da Câmara, filho de D. José Rodrigo da Câmara, 2º conde da Ribeira Grande, veio a exercer o cargo de 12.º capitão do donatário da ilha de São Miguel (o décimo da família a exercer o cargo). Foi o 3º conde da Ribeira Grande.
Nascido em Lisboa no ano de 1685, foi educado na corte, seguindo a carreira das armas. Tendo participado na defesa de Campo Maior, o rei nomeou-o um dos plenipotenciários que assinaram o Tratado de Utrecht de 1713. Era donatário e capitão-general da ilha de São Miguel, 7º alcaide-mor do castelo de São Brás, alcaide-mor da Amieira, na Ordem de Cristo, comendador de São Pedro de Torrados na mesma ordem.
Foi do conselho de El-Rei, comendador de São Pedro de Torradas na Ordem d Cristo, alcaide-mor da vila de Amieira, Mestre de Campo general e general de artilharia dos exércitos.
Descendia pelo lado paterno do Conde de Vila Franca, donatario da ilha de São Miguel.
Afilhado de Luís XIV, na Guerra da Sucessão de Espanha teve diversos postos mas seu maior feito em 1712 foi a defesa da praça de Campo-Maior, sitiada por castelhanos, defesa muito celebrada na época, que mereceu amplos elogios de D. João V.
Diz «Nobreza de Portugal», tomo III, página 219: « em 1707 foi aprisionado, depois de ferido na Batalha de Almanza. Em 1712 comandou a Artilharia do Exército no Alentejo, tendo por comandante Pedro de Mascarenhas. Achando-se a praça de Campo Maior sitiada pelo inimigo, comandado pelo general Marquês de Bay, pediu o conde que lhe fosse confiado o difícil e honroso cargo de a defender. Ajudado com forças destacadas de Elvas sob o comando do brigadeiro João Massé (que mais tarde encontraremos no Brasil) tentou por astúcia e surpresa introduzir-se na praça sitiada. Não o conseguiu senão quando, apoiado por forças mais consideráveis,  alcançou juntar-se aos defendores da praça quando faziam uma sortida noturna. A 27 de outubro, chegou considerável reforço de Elvas sob o comando do conde da Ericeira e do general Paulo Caetano de Albuquerque. O general D. Pedro de Zuniga, que comandava o exército espanhol, pediu um armistício para recolher seus mortos e feridos e o marquês de Bay decidiu abandonar a empresa. O heroísmo dos defensores de Campo Maior teve eco em todo o país e o rei escreveu pessoalmente ao conde, determinou que todos os oficiais ali presentes fossem preferidos nas promoções, mandando gratificar aos soldados.»

## A extraordinária embaixada
Pouco tempo depois foi nomeado embaixador extraordinário junto a Luís XIV. Viveu sete anos em França em vida de grande ostentação, privando com a alta nobreza. Fez sua entrada em Paris em 18 de agosto de 1715, de forma magnificente, em cinco magníficos coches, distribuindo as 10 mil moedas de prata que mandara cunhar (em comemoração ao acontecimento) além de 200 de ouro. Diz a mesma obra que «excedeu em riqueza, luxo e número todas as outras embaixadas». Levava séquito de um confessor, um estribeiro, dois secretários e oito gentilhomens, além de seis pagens, quatro moços de câmara, dois guardas suiços, cinco cocheiros e cinco postilhões além de 24 homens a pé. Fez vestidos bordados com riqueza excessiva, tendo o vestido com que entrou em Paris os botões e o hábito de Cristo de diamantes, e um no chapéu de notavel grandeza. Até os vestidos dos pagens eram de veludo cor de ouro com vestes e canhões de tissu de ouro de tal sorte cobertos de bordadura de prata que apenas se lhe via o fundo. Ao ombro tinham laços de fita de ouro bordada de prata com rendas de prata ao redor e franja do mesmo nas pontas. Os chapéus galardoados de prata com plumas brancas e topes de fitas brancas. As garavatas e punhos de rendas mui finas e meias negras com os quadrados bordados de prata. Todo o resto da comitiva, libré de pano fino verde trovil debruada por todas as orlas de um galão de prata, mangas cortadas de um galão de veludo negro entre um de ouro e outro de prata, canhões e vestes de um  tissu mui rico dee ouro, punhos d renda, chapéus com largo galão de prata e meias de seda cor de ouro, plumas cor de ouro e topes de fitas brancas e cor de ouro.»
Havia cinco coches, todos a oito cavalo. O 1° coche tinha por assunto a paz novamente feita entre Portugal e a França, sendo muito grande, cercado de 8 vidros e por fora de veludo verde escuro, todo coberto de bordado de ouro em relevo. O tejadilho formava um pavilhão airoso, que acabava no meio em um domo ou coroa, «sobre o qual se vai formando o bordado uma grande rosa levantada». Prossegue a descrição: «As 8 maçanetas de bronze dourado de ouro moido. Frisos de esculturas delicadissimas. As 4 partes do mundo, Mercurio, as Artes Liberais, Amaltéia sobre uma pantera. O forro de tissu de ouro, franjas, cortinas de tafetá dobre verde bordadas de ouro, assento dos pés de cobre marchetado de tartaruga; rodas de 6 raios por onde sobem uns como SS que vão entrar no raio e o sustentam. Os cavalos era, da Frisia, grandes e negros. O segundo coche de sete vidros,  ouro, bronze dourado, painéis nas ilhargas com a figura da Lusitânia entre nuvens e um anjo, e com cavalos poloneses tigres, brancos com malhas. A terceira caleça de cinco vidros, tissu de prata, cobre no tejadilho, puxada por cavalos dinamarqueses, lazões tostados. O quarto, uma estufa de sete vidros, forrada de veludo carmezim, franja de ouro, cavalos alemães ruços. O 5° uma estufa forrada de veludo carmezim lavrado com fundo de prata, cavalos holandeses negros, etc. Fizeram-se gravar 10 mil moedas de prata com peso de 3 tostões e 200 em ouro (6:000 rs o peso de cada) que o Estribeiro ia pelo caminho distribuindo ao povo. O Rei, porém, morreu 15 dias depois de sua chegada, no domingo 1° de setembro!»
Credenciado em 26 de março de 1714. Nos sete anos que durou sua missão, procurou obter licença do governo português para estabelecer no Brasil o comércio dos franceses. Desvelou-se pela instalação de novas fábricas e melhoramentos em Portugal mau grado a oposição do embaixador francês, abade de Mornay.

### No Reino
Voltou a Portugal em dezembro de 1720 por incidentes com o Ministro Dubois, que dificultou a admissão de portugueses como plenipotenciarios de D. João V no congresso de Cambrai.
O rei concedeu-lhe o título de 3.º conde da Ribeira Grande em vida do pai. Em 1716 conseguiu contratar numerosos operários franceses especializados, que aceitaram fixar-se em São Miguel,  onde contribuíram para o incremento da indústria de lanifícios recentemente criada. Conseguiu enviar à ilha de São Miguel 53 fabricantes franceses que ali montaram fábricas.
Casou em  11 de março de 1711 com D. Leonor Teresa Maria de Ataíde, filha do 9º conde de Atouguia.
Regressou a Portugal em 1720, falecendo, ainda em vida de seu pai, no ano de 1723. Não chegou a herdar a capitania, a qual passou directamente para o seu filho primogénito, o 4.º Conde da Ribeira Grande, D. José da Câmara, nascido em 1712 e morto em 1757.